# Tateyama (Chiba)
Tateyama (館山市 Tateyama-shi?) es una ciudad localizada al sur de la península de Boso en la prefectura de Chiba, Japón. Forma parte de la bahía de Tokio.

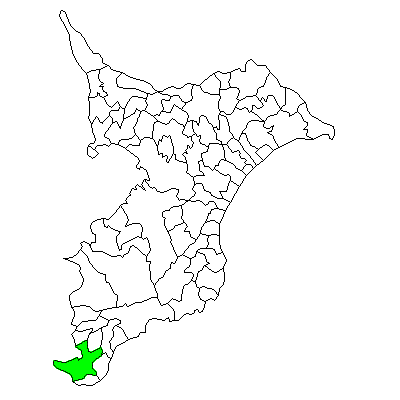
Localización de Tateyama en la prefectura de Chiba.

Fundada el 3 de noviembre de 1939 después de la fusión de algunos pueblos, para 2003, la ciudad tenía una población estimada de 50.696 habitantes y una densidad de 460,04 personas por km². El área total es de 110,20 km².
La ciudad es conocida por ser el lugar donde nacieron Yoshiki y Toshi, fundadores de X Japan.